# 法明頓 (密西西比州)
法明頓（英語：Farmington）是位於美國密西西比州奧爾康縣的城鎮。

## 人口
根據2020年美國人口普查的數據，法明頓的面積為16.56平方千米，當中陸地面積為16.53平方千米，而水域面積為0.03平方千米。當地共有人口2055人，而人口密度為每平方千米124人。